# باول كوفي (لاعب هوكي الجليد)
باول كوفي هو لاعب هوكي الجليد كندي، ولد في 1 يونيو 1961 في Weston, Toronto ‏ في كندا.

## وصلات خارجية
- باول كوفي على موقع دوري الهوكي الوطني (الإنجليزية)
- باول كوفي على موقع EliteProspects.com (الإنجليزية)
- باول كوفي على موقع Eurohockey.com (الإنجليزية)
- باول كوفي على موقع HockeyDB.com (الإنجليزية)
- باول كوفي على موقع Hockey-Reference.com (الإنجليزية)
- باول كوفي على موقع قاعة كندا للمشاهير الرياضية (الإنجليزية)
- باول كوفي على موقع قاعة أونتاريو للمشاهير الرياضية (مؤرشف) (الإنجليزية)
- باول كوفي على موقع إن إن دي بي (الإنجليزية)